# Gliese 832 b
Gliese 832 b (aussi désignée GJ 832 b) est une exoplanète orbitant autour de l'étoile naine rouge Gliese 832, située à environ 16,2 années-lumière du Soleil, dans la constellation de la Grue. Elle a été découverte en 2008.

## Découverte et étude
La planète a été découverte par la méthode des vitesses radiales (spectrométrie Doppler) en septembre 2008 à l'Observatoire anglo-australien. Les premières mesures indiquent une masse supérieure à 0,6 fois la masse de Jupiter et une période orbitale très longue, de l'ordre de 10 ans, l'une des plus longues mesurées pour une exoplanète à la date de la découverte. Le rayon orbital important (3,5 unités astronomiques environ) et la relative proximité de l'étoile (16,2 années-lumière) font de la planète un candidat intéressant pour une tentative de détection directe, selon les auteurs de l'article pré-cité. Il s'agit donc d'une planète géante gazeuse, mais pas d'un Jupiter chaud, contrairement à la majorité des planètes géantes détectées par cette méthode ; au contraire, à cette distance de son étoile la planète reçoit une insolation équivalente à celle existant à 80 ua du Soleil, très inférieure à celle reçue par Neptune.
La méthode des vitesses radiales ne permet pas un accès direct à la masse {\displaystyle M} de la planète, mais donne le produit {\displaystyle M\sin(i)}, où {\displaystyle i} est l'inclinaison, angle entre la ligne de visée et la normale au plan orbital. Des études plus récentes (2023) pour contraindre l'inclinaison par des mesures astrométriques donnent une masse réelle comprise entre 80 % et 99 % de la masse de Jupiter.

## Caractéristiques connues du système
Les articles précités permettent de contraindre les caractéristiques de la planète Gliese 832 b, et confirment son statut d'exoplanète reconnue, à l'inverse de Gliese 832 c, annoncée comme découverte en 2014 mais considérée comme faux positif depuis 2022.
L'étoile Gliese 832 est une naine rouge située à 16,2 années-lumière du Soleil. Sa masse et son rayon sont environ 0,45 fois ceux du Soleil, et son type spectral est M. Elle possède une relativement faible métallicité.
La planète orbite autour de l'étoile Gliese 832 avec un demi-grand axe estimé entre 3,4 et 3,8 unités astronomiques, l'orbite étant faiblement elliptique (excentricité inférieure à 0,09). La période orbitale est comprise entre 9,6 et 10,6 années.
En 2025, malgré les espoirs des découvreurs, aucune observation directe de la planète n'a été effectuée. Les caractéristiques de la planète ne sont donc connues que par des observations spectrométriques et astrométriques sur l'étoile Gliese 832.